# 레지널드 존스턴

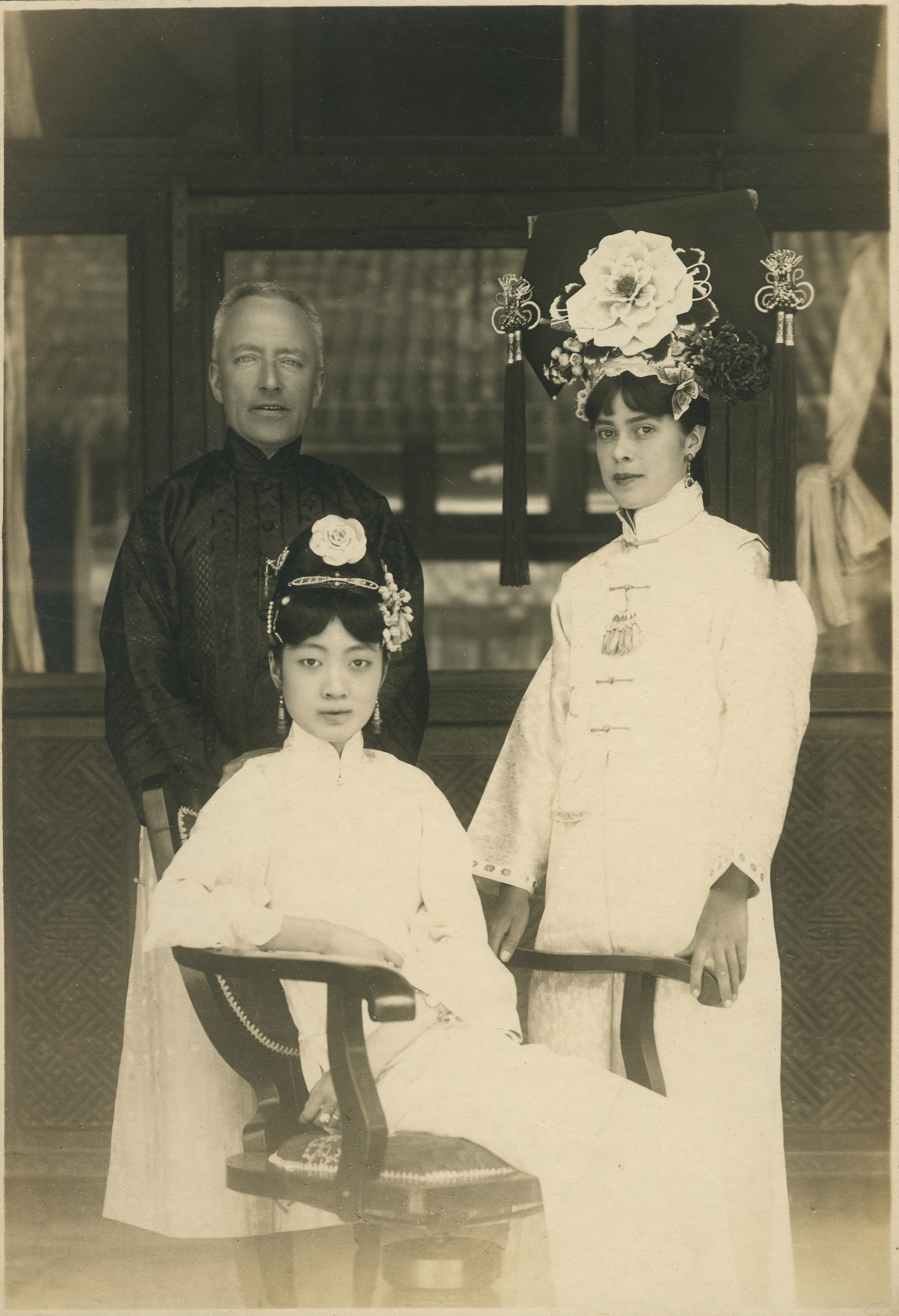
1923년경, 완룽 황후와 함께

레지널드 존스턴 경(영어: Sir Reginald Fleming Johnston, KCMG, CBE, 1874년 10월 13일 ~ 1938년 3월 6일)은 영국의 학자, 외교관이자 교육자이다. 중국의 마지막 황제 푸이의 교사였다.

## 생애
에든버러에서 태어나 에든버러 대학교와 옥스퍼드 대학교에서 공부했다. 1898년에는 영국의 식민지에서 근무하기 시작해, 홍콩에서 잠시 근무하다가 웨이하이로 발령받았다.
1919년에는 자금성에 살고 있던 푸이의 교사로 선정돼, 역사상 청나라의 내부 궁전에 들어간 유일한 외국인이 됐다. 존스턴은 자금성에서 살게 되었고, 높은 칭호도 받았다. 푸이가 1924년에 궁에서 추방당하면서 존스턴은 영국으로 돌아갔고, 런던 대학교의 교수가 되었다. 1926년에 영국령 웨이하이의 판무관으로 임명되어, 웨이하이가 1930년 10월 1일 중화민국으로 반환될 때까지 지냈다.
퇴직한 뒤로는 스코틀랜드의 작은 섬에 살면서 자택에 중국식 정원을 만든 것으로 전해진다. 1938년 에든버러에서 사망했으며, 유해는 자택과 근처 호수에 뿌려졌다.

## 저서
- 《Twilight in the Forbidden City》
- 《From Peking to Mandalay》
- 《Lion and Dragon in Northern China》
- 《Confucianism and Modern China》
- 《Buddhist China》

## 서훈
- 1918년 대영 제국 훈장 3등급(CBE)[1]
- 1930년 세인트마이클앤드세인트조지 훈장 2등급(KCMG, 작위급 훈장)[2]